# Yoo Dae-soon
Yoo Dae-soon (3 marzo 1965) è un ex calciatore sudcoreano, di ruolo portiere.